# One57

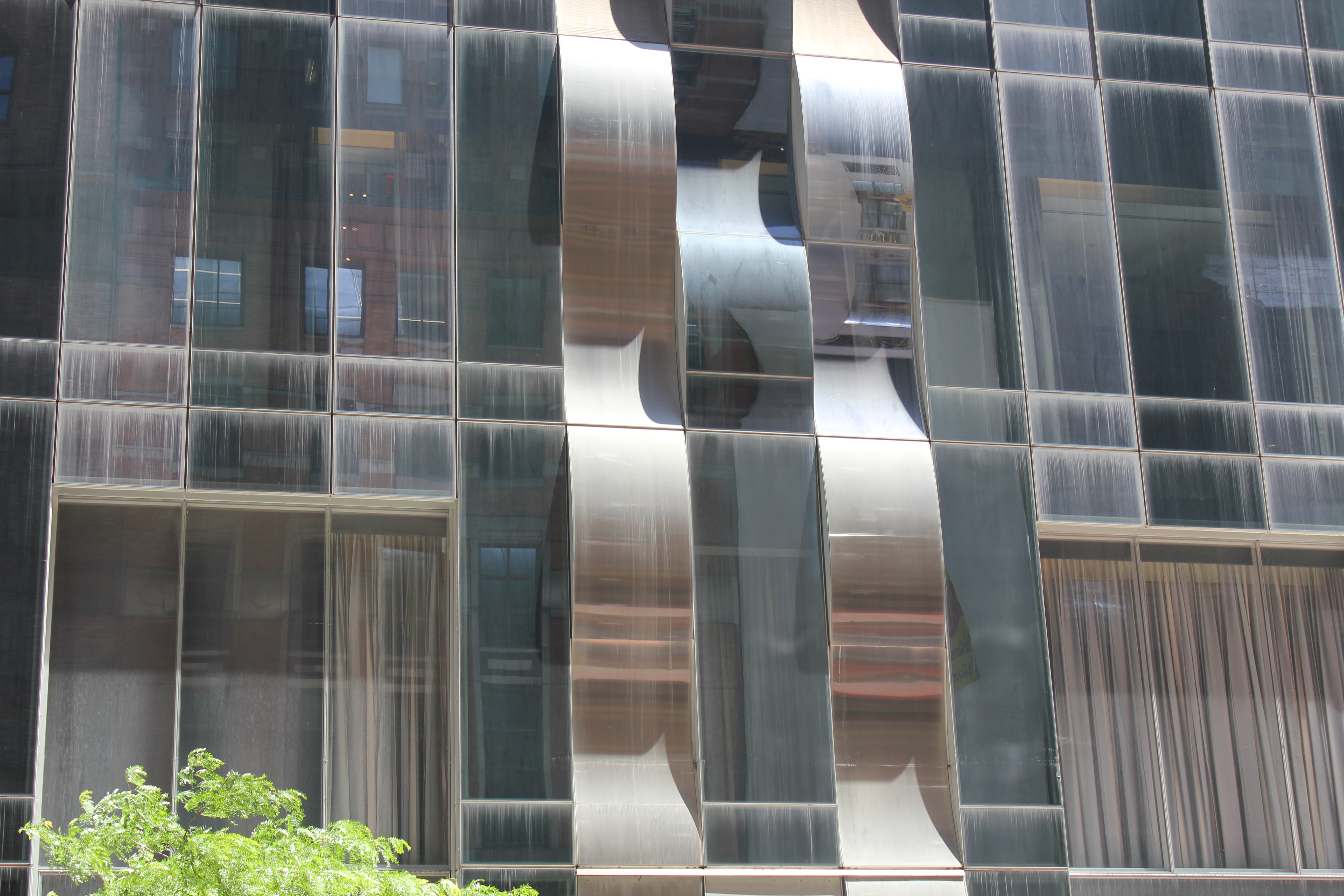
Detail der Fassade im Juni 2021

One57, früher Carnegie 57, ist ein Wolkenkratzer mit gemischter Nutzung in Manhattan in New York City, Vereinigte Staaten. Der Wohn- und Hotelturm ist Teil der Billionaires’ Row südlich vom Central Park und beherbergt neben luxuriösen Eigentumswohnungen das Luxus-Hotel „Park Hyatt New York“.

## Lage
One57 befindet sich in Midtown Manhattan an der West 57th Street zwischen der Sixth und Seventh Avenue. Auf der gegenüberliegenden Straßenseite stehen die Wolkenkratzer Metropolitan Tower und Carnegie Hall Tower sowie das bekannte Konzerthaus Carnegie Hall. Ein Nachbargebäude ist der im selben Block befindliche 435 Meter hohe Wohnturm 111 West 57th Street. Ein Block nördlich befindet sich an der West 59th Street die Südgrenze vom Central Park.

## Beschreibung

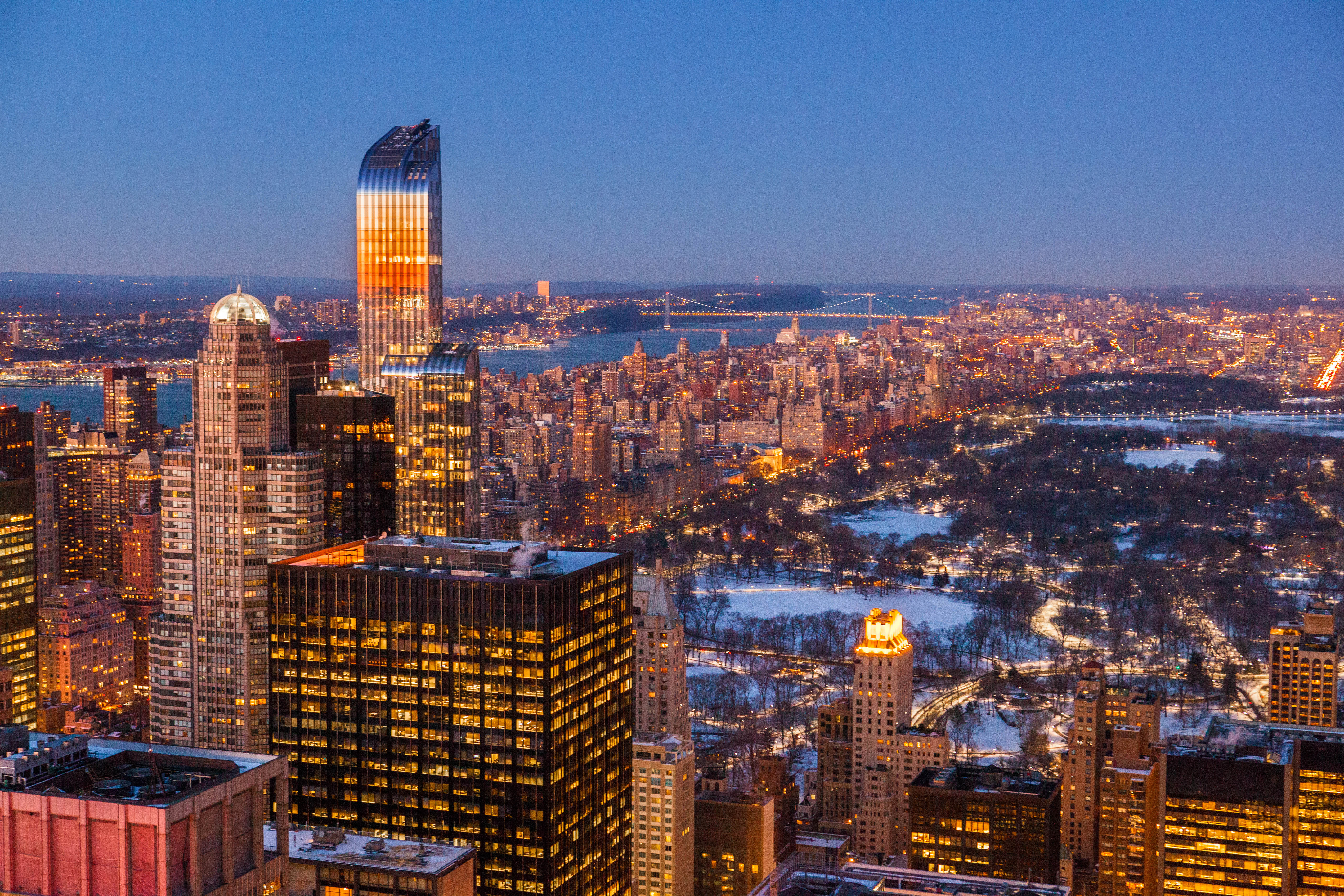
Blick vom Rockefeller Center

2005 beauftragte Gary Barnett, Vorsitzender der Extell Development Corporation, den Architekten Christian de Portzamparc mit den Entwurf eines Wohnhochhauses in der West 57th Street. Dieser präsentierte Extell mehrere verschiedene Modellstudien für einen Wolkenkratzer von bis zu fast 400 Metern Höhe. Im Dezember 2008 wurde schließlich das bevorzugte Bauprojekt unter der Bezeichnung seiner Adresse 157 West 57th Street der Öffentlichkeit vorgestellt. Bei Bekanntgabe des Bauvorhabens gab man zunächst eine Höhe von 290 m an, welche jedoch auf einem später wieder verworfenen Design beruhte. Als Investor wurde die Investmentgesellschaft Aabar Investments aus Abu Dhabi gewonnen, welche drei Viertel des Hochhauses finanzierte. Weiterer Investor und zugleich Eigentümer ist die Extell Development Corporation aus New York. Gary Barnett von der Extell Development Corporation gab im Mai 2010 bekannt, dass das Bauprojekt den Namen Carnegie 57 aufgrund seiner Nähe zur Carnegie Hall erhalten sollte. Im Mai 2011 wurde jedoch der Name des Gebäudes in One57 geändert.
Der 306,1 m hohe und 75 Etagen zählende Super-Wolkenkratzer wurde Ende des Jahres 2014 fertiggestellt. Im Marketing erhielten die Etagen eine Nummerierung bis 90. Bei seiner Fertigstellung war One57 das höchste gemischt genutzte sowie das höchste in Stahlbetonbauweise errichtete Gebäude der Stadt. Mit dem Erreichen seiner endgültigen Höhe im September 2012 wurde es zu diesem Zeitpunkt zum fünfthöchsten Gebäude in New York City nach dem Empire State Building (381 m), dem Bank of America Tower (366 m), dem Chrysler Building (319 m) und dem New York Times Tower (319 m). Inzwischen ist es durch weitere neue Wolkenkratzer wie das 541 m hohe One World Trade Center übertroffen worden, womit es Stand Juni 2024 auf dem 17. Rang der höchsten Gebäude New Yorks rangiert. Die Baukosten beliefen sich auf rund 1,3 Milliarden US-Dollar. Das Gebäude verfügte Stand 2014 laut der Entwicklungsgesellschaft Extell Development Corporation das höchste in New York gelegene Penthouse. Hierfür wurde ein Preis von 50 Millionen US-Dollar angegeben.
Mit seiner Gebäudespitze dem Central Park zugewandt, erinnert One57 auf Seite der 57th Street mit seinen abgerundeten Dachkanten, Rücksprüngen und vertikale Glasbänder in zwei kontrastierenden Farben an einen Kaskaden-Wasserfall.
Das Bauwerk beherbergt von der dritten bis zur 30. Etage das 5-Sterne-Hotel „Park Hyatt New York“ mit 210 Hotelzimmern. Ab der 31. Etage sind die 92 Eigentumswohnungen und die dazugehörigen Freizeiteinrichtungen untergebracht. Auf den ersten drei Etagen befinden sich unter anderem die private Lobby für die Hausbewohner, die Hotel Lounge und ein Restaurant.

## Bauphase
Schon im Jahr 2008 wurde auf dem Gelände ein älteres Gebäude abgerissen, um Platz für One57 zu machen. Im Frühjahr 2009 wurde der Bauplatz vorbereitet. Im Dezember 2009 begann man mit der Baugrundaufbereitung sowie mit Gründungsarbeiten am Fundament. Im September 2010 erreichte das Gebäude Straßenhöhe und die Arbeiten am Fundament wurden abgeschlossen. Ende September 2010 wurde der erste feste Baukran auf der Baustelle errichtet. Bereits im Frühjahr 2011 hatte die Baustelle mehr als 10 oberirdische Etagen. Im November 2011 wurde in den unteren Geschossen mit der Verkleidung der Fassade mit den Fensterscheiben begonnen. Unterdessen war der Rohbau des Wolkenkratzers auf mehr als 30 Stockwerke angewachsen. Im Januar 2012 wurde in den unteren Etagen mit der Montage der Glasfassade begonnen. Am 1. März 2012 erreichte das Bauwerk das 50. Stockwerk und im September 2012 planmäßig seine Endhöhe, womit das Richtfest gefeiert werden konnte. Unterdessen wurden die Arbeiten an der Fassade und dem Innern fortgesetzt. Das Bauwerk soll laut Plan im Laufe des Jahres 2014 eröffnet werden, wobei kein spezifisches Datum genannt wurde. Obwohl die Eröffnung noch nicht stattgefunden hatte, gab das Council on Tall Buildings and Urban Habitat bereits im Oktober 2014 den Status mit fertiggestellt an, da die Arbeiten zu diesem Zeitpunkt im Wesentlichen beendet waren.

### Schäden nach Hurrikan Sandy 2012
Während des Hurrikans Sandy am 29. Oktober 2012 wurde der Baukran am Gebäude schwer beschädigt. Durch die starken Winde kam es zum Abknicken des Kranarmes. Verletzte waren jedoch bei dem Vorfall nicht zu beklagen. Am darauffolgenden Montag, den 5. November, wurde der Kran gesichert und die anliegenden Einwohner und Unternehmen konnten zurück in ihre Wohnungen und Geschäfte. Als Reaktion auf den Zusammenbruch des Krans wurde eine Sammelklage von Zahnärzten in der Umgebung eingereicht, weil sie durch den Vorfall ihre Büros verlassen mussten und anschließend Einkommensverluste erlitten.
Im Mai 2013 kündigte Extell einen neuen Kran an. Die Pläne des New York City Department of Buildings beinhalten eine verbindliche Evakuierung der benachbarten Alwyn Court sowie das Briarcliff Apartment Gebäude, während der neue Kran hoch gehievt wird. Die Bewohner dieser Gebäude erhielten eine Entschädigung von bis zu 1500 Dollar.

## Baufortschritt und Ansichten

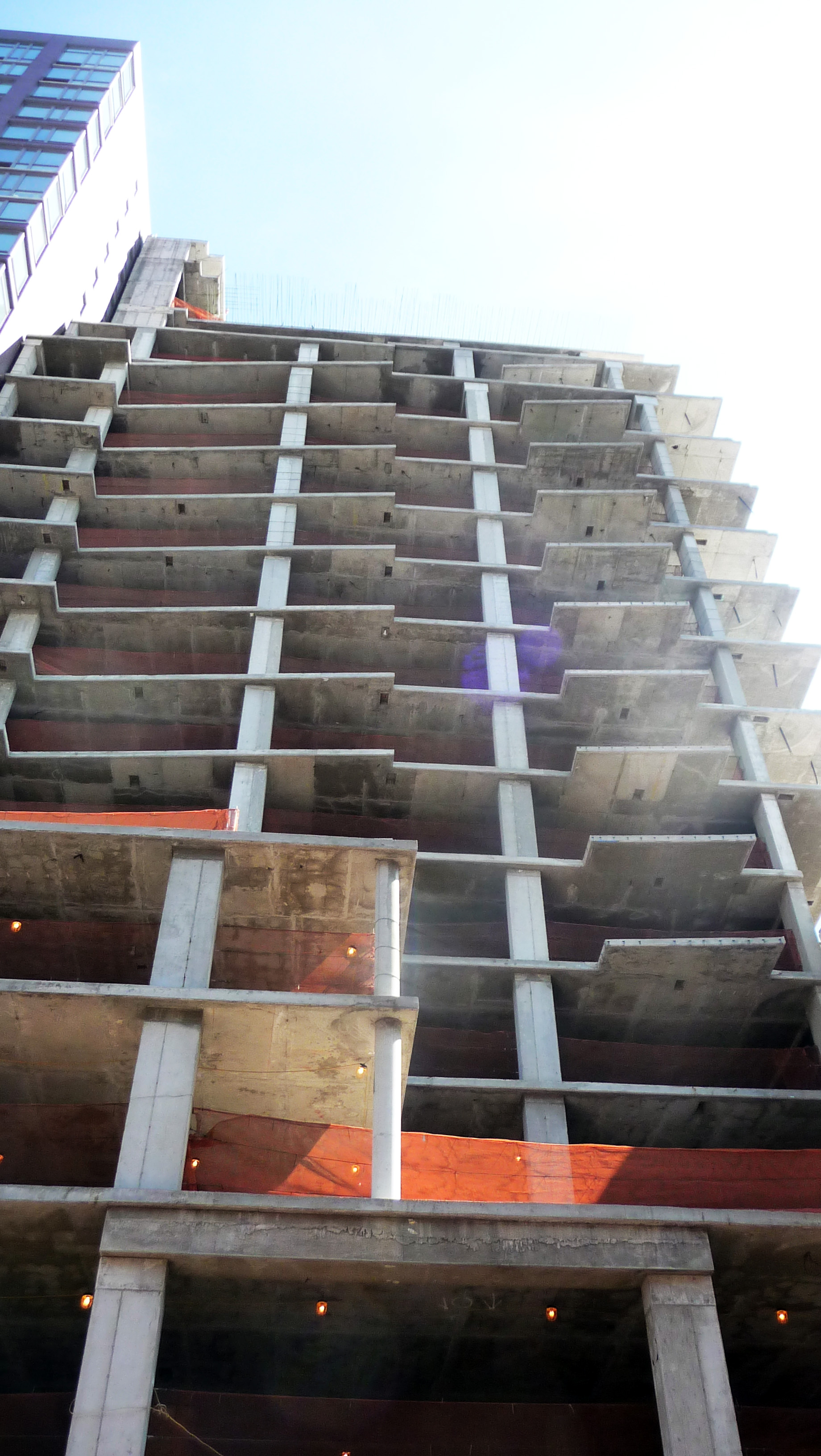
Der Rohbau im März 2011
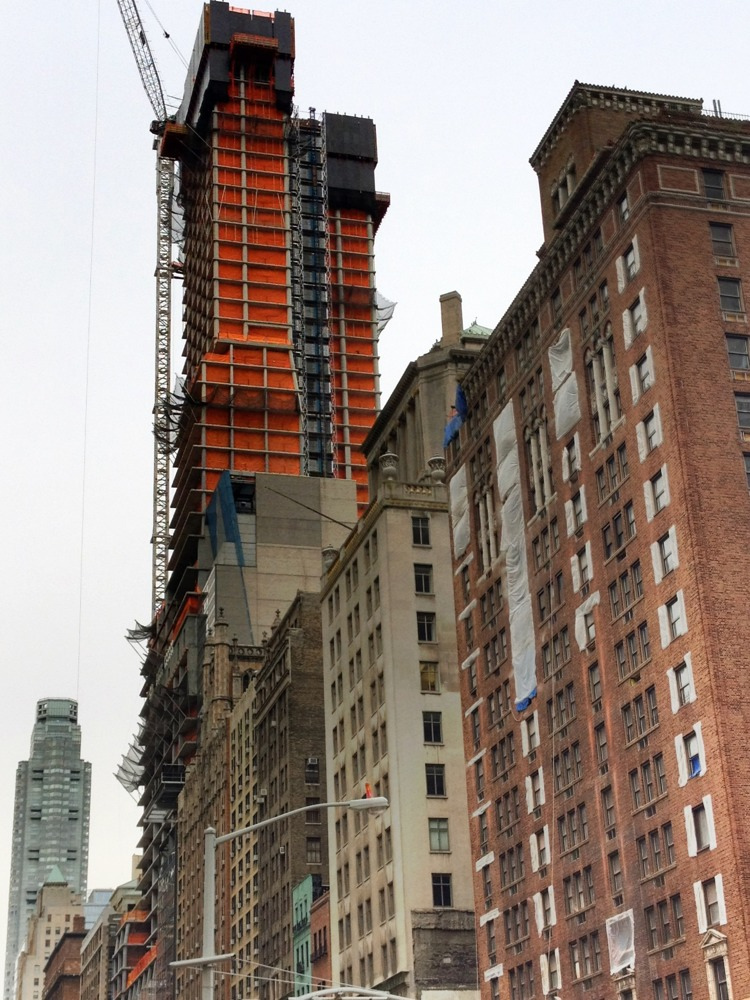
Bauphase Januar 2012
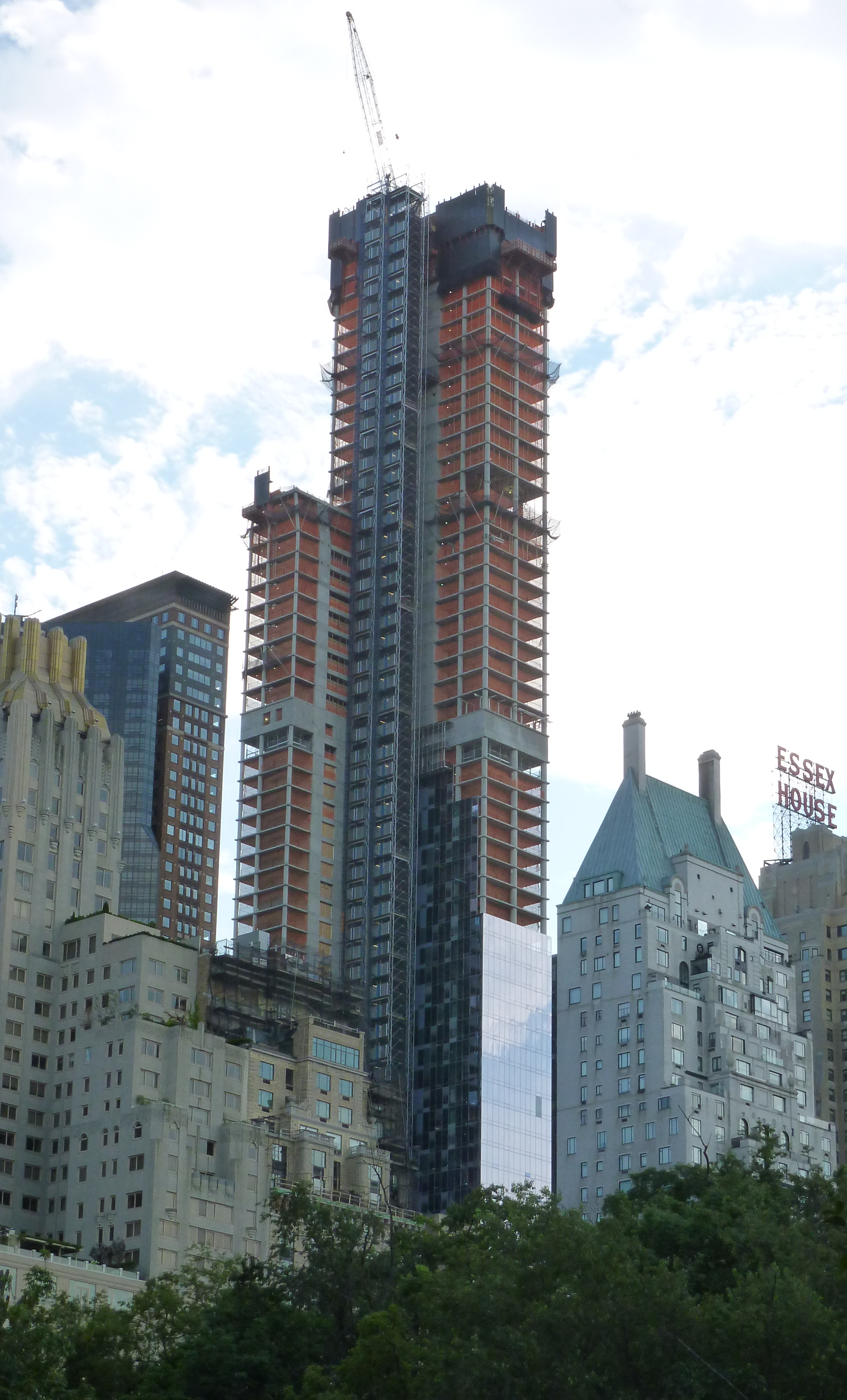
Die Baustelle im Juli 2012
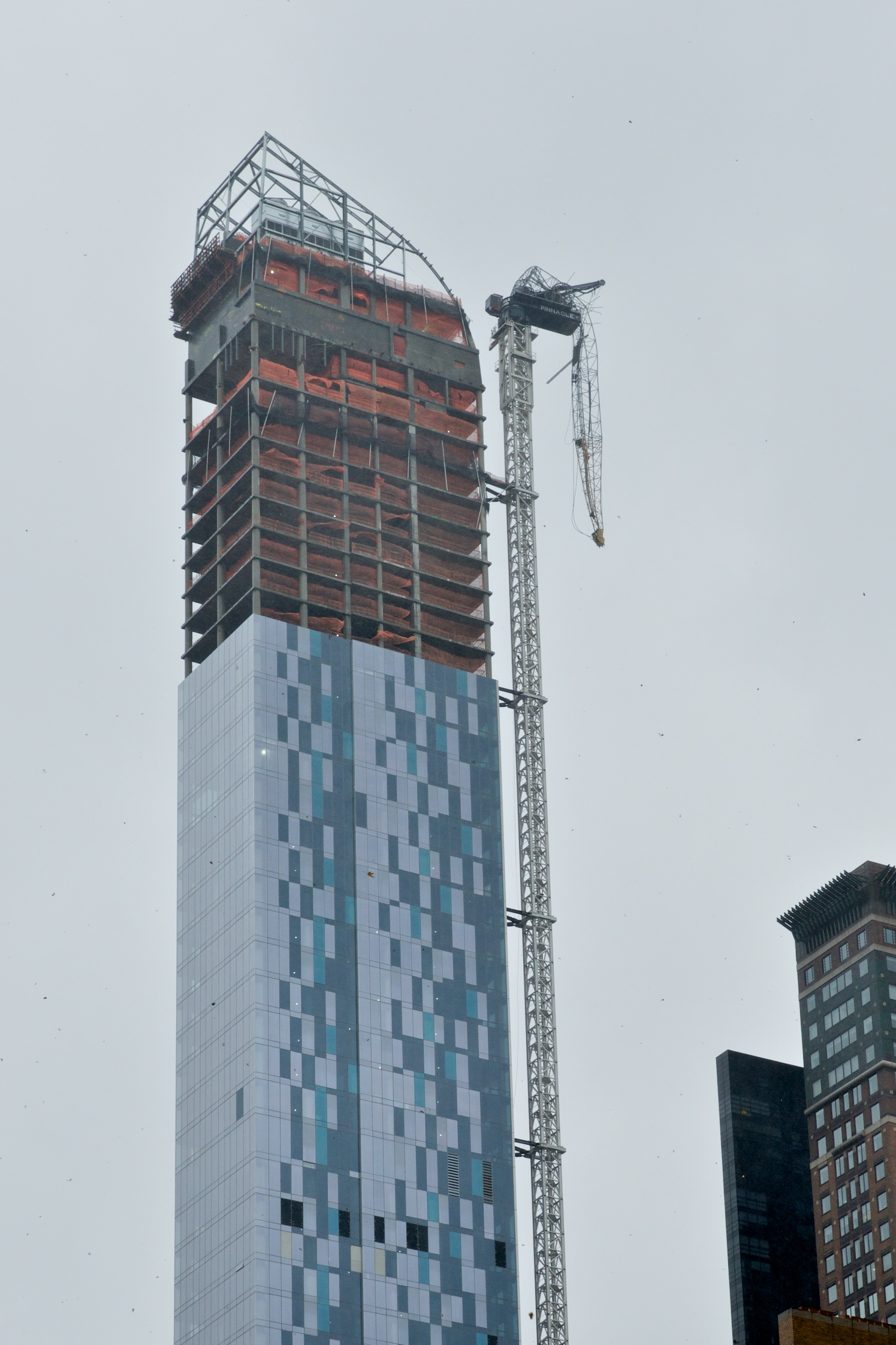
Baukran nach dem Hurrikan Sandy 2012
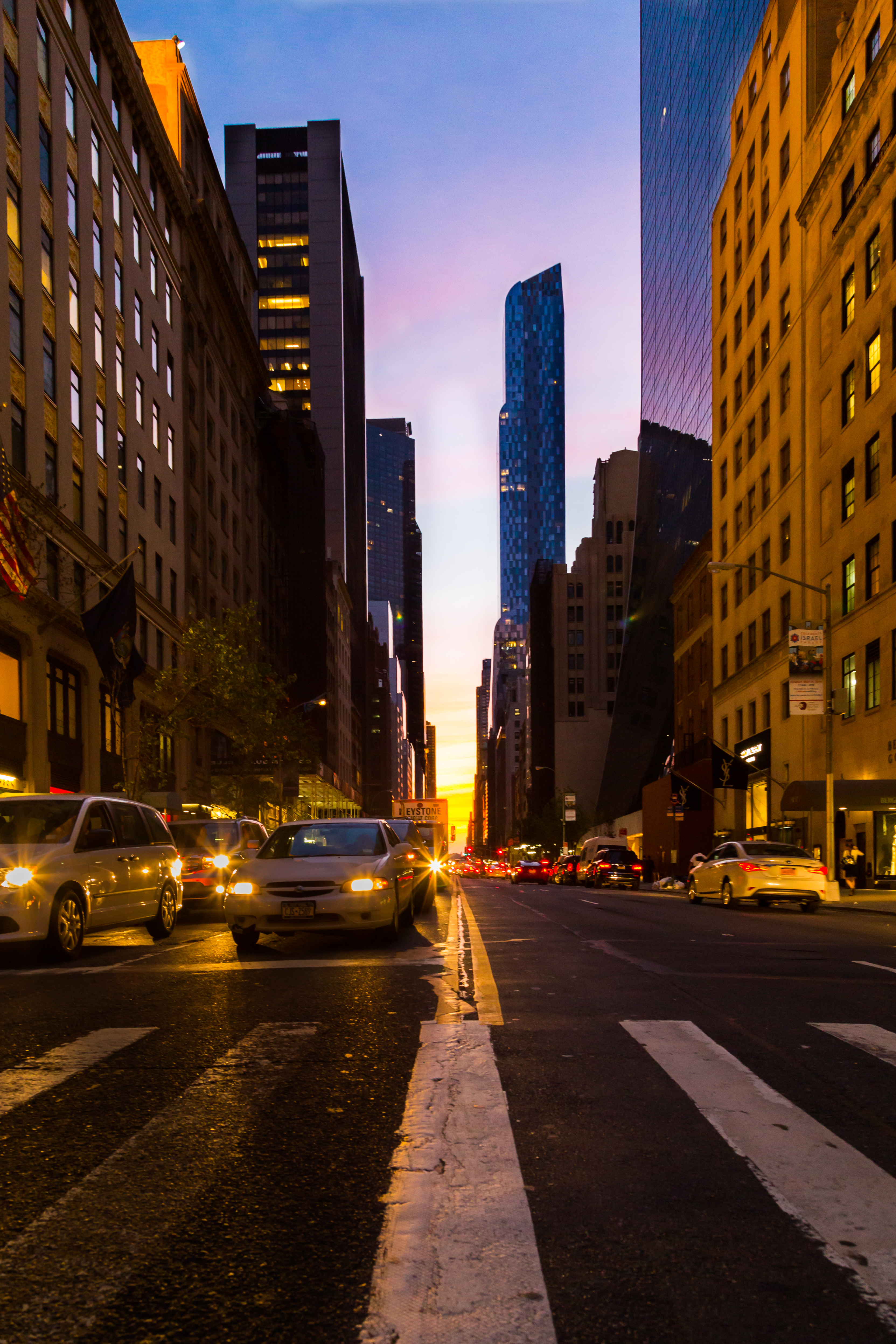
Das Gebäude im Licht der Manhattanhenge vom 28. Mai 2015
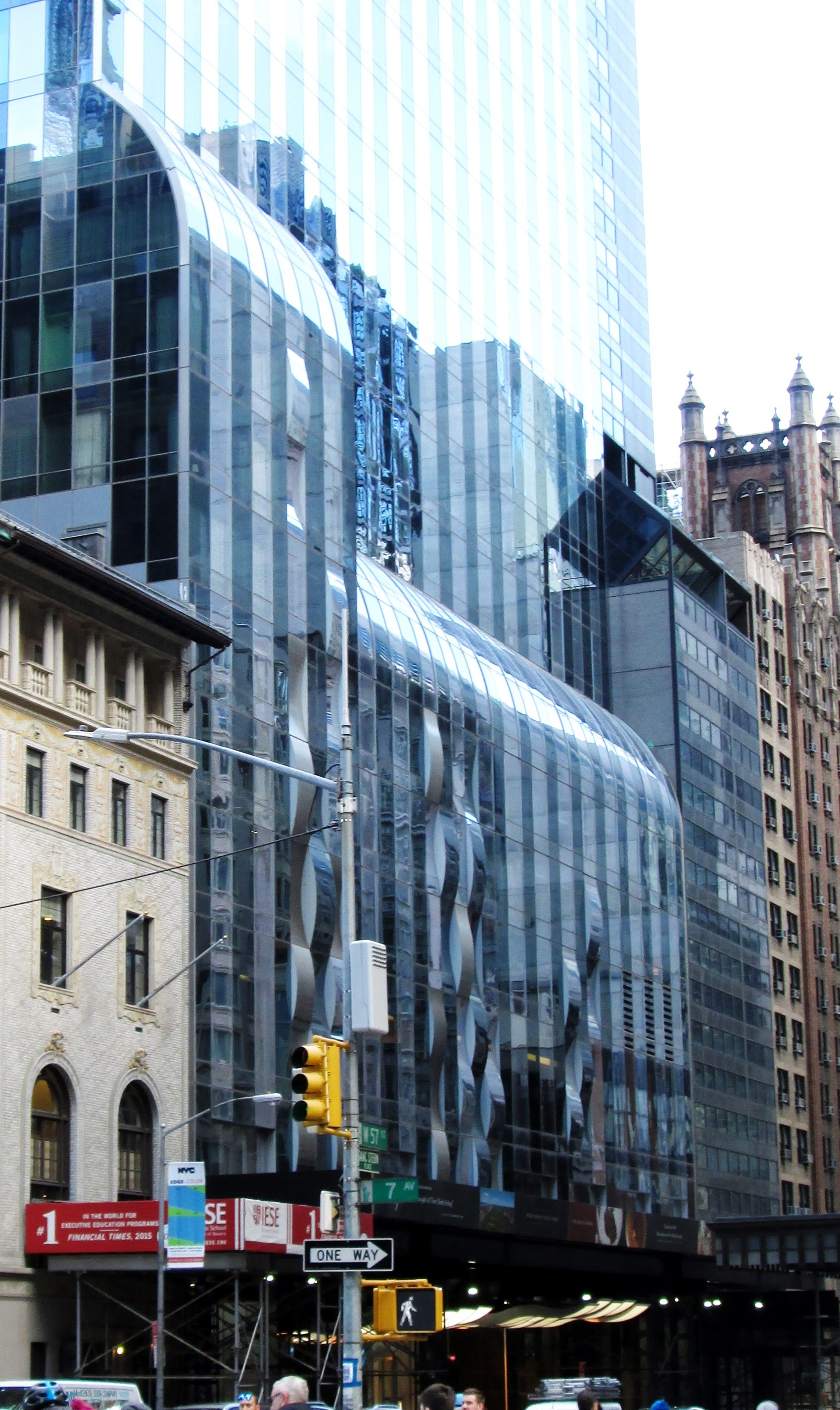
Die Basis von One57 in der 57th Street (2017)
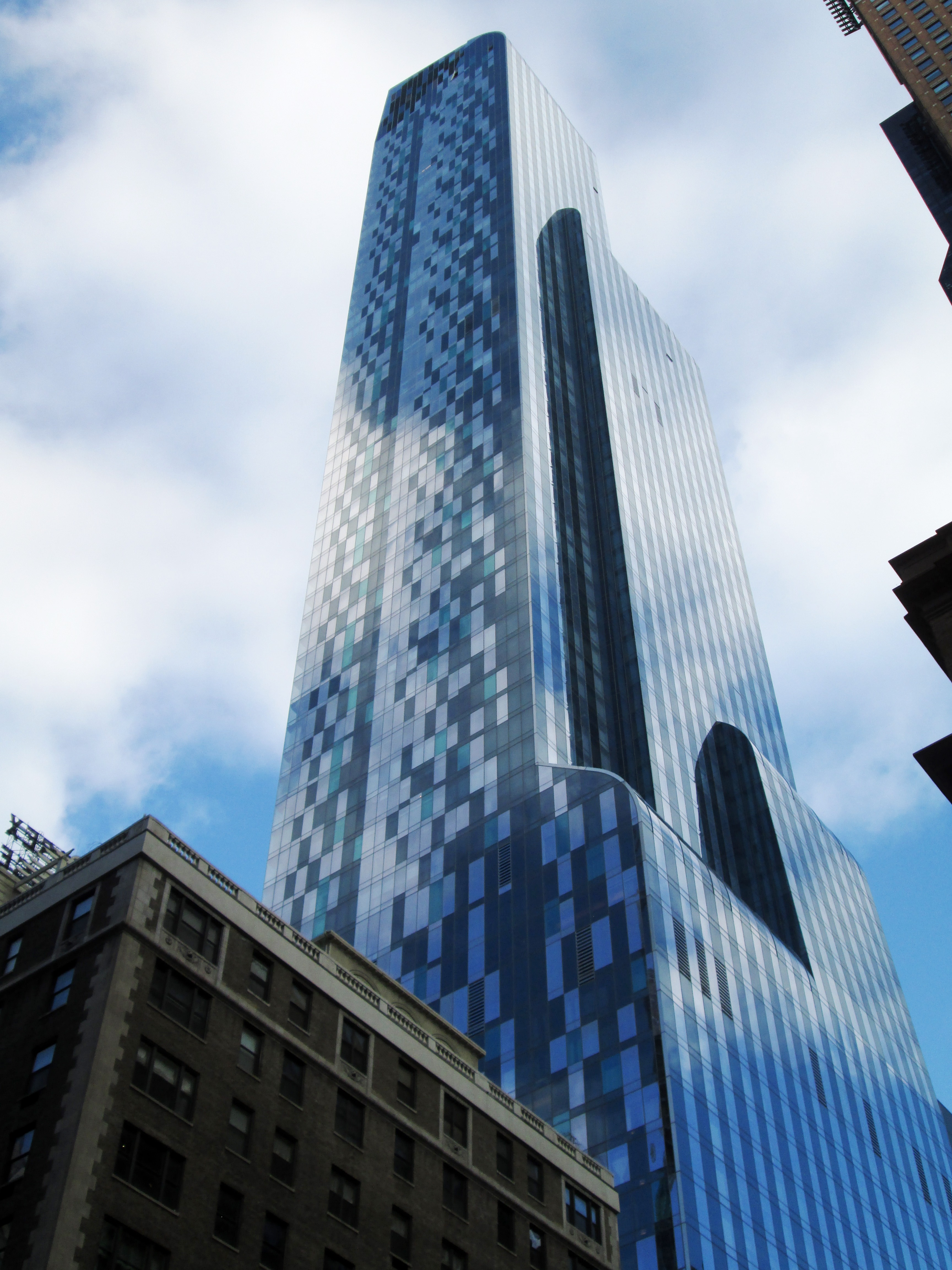
One57 am 16. Februar 2017